# 變形金剛：狩魔之戰
《變形金剛：狩魔之戰》（英語：Transformers Prime Beast Hunters: Predacons Rising），是2013年發行的美國電腦模擬動作冒險電視影集，為《變形金剛：領袖之證》系列的完結篇。

## 劇情簡介
接續第二季的結尾，博派基地被狂派消滅後，博派成員撤離基地分散全美各地，而自願斷後的博派領袖柯博文遭受重傷奄奄一息的遺留在基地的殘骸中，在被煙幕救起後，甚至要就此交出領袖位置。
另一方面，狂派的震波利用賽博坦遠古化石培育出龍型變形金剛的霹靂星（Predaking），準備向博派大開殺戒。失去領袖的博派在馬格斯的率領重新集結，並思考如何對有了霹靂星等強大的掠獸金剛後，狂派增強的火力和戰鬥力。

## 博派

### 柯博文小隊 Team Prime
柯博文(奧利安·派克斯)/Optimus Prime(Orion Pax)
配音：Peter Cullen/招世亮/吳文民/森川智之
博派的領袖，造型接近電影版和進化版的混合體。載具型態為跟電影版類似的美式貨車，大戰時為賽博坦跑車。個性跟G1時代一樣的沉著，是個值得信賴的人。但在奧利安·派克斯時期，就顯得有點優柔寡斷、試惶試恐，甚至「廢怯」。
原為奧利安．派克斯(簡稱奧柏斯)資料管理員，後被震天威(後來的密卡登)的理想吸引而成為好友，但最後因理念不合而決裂。之後被最高議會(High Council)選為新領袖，並在賽博坦核心．普萊瑪斯手中取得獲得了原能矩陣。
第一季最後在阻止尤尼克隆的行動時釋放原能矩陣的力量封印其意識，但卻失去了所有作為柯博文時的記憶並被密卡登帶走。在第二季時由傑克透過矩陣神力之鑰能量傳輸成功並恢復記憶。
平時會露出口部，在戰鬥時才會閉上面罩。武器是由雙拳伸出的鐳射槍和軍刀，以及之後十三祖遺留的星辰劍。
第二季完結時獨自留守在基地，隨後基地被一片火海吞噬，受到重創。後來因煙幕搶救而勉強甦醒，後來他彌留之時，他將至尊的位置交給煙幕，同時火種熄滅。最後被煙幕救活並且身體強化，日版的玩具名稱則改成Hunter Optimus Prime，新武器為平時擺放在背部的八槍口式格林機關槍，亦繼承回以前使用的星辰劍以及雙拳伸出的鐳射槍，還有追加了背部噴射飛翼背包。
因為強化而造成部份數據初始化的關係，所以令過去掃瞄的載具型態無法使用，因此重新掃瞄由特工富勒委託軍方開發的最新型全地形型用戰鬥車輛，在這型態下能從車身發出導彈。
在最終戰時與密卡登戰鬥並一度壓倒對方，最後被對方反撃並打落在終極之鎖邊緣上之際被大黃蜂救回，最後帶領博派回到賽博坦。
飛輪/Ratchet
配音：Jeffrey Combs/蕭徽勇/林谷珍/飛田展男
造型接近進化版。博派的醫官兼副指揮，負責打理基地．奧米加一號(Omega One)的一切。跟柯博文是多年的好友，在柯博文成為至尊之前兩人的關係已甚友好。人類搭檔為珍·達比與拉菲。死敵為擊破。
載具型態為救護車，大戰時期為賽博坦卡車，其實他不常變形。個性嚴謹精明，遇到有興趣的事會一直的研究起來；然而一發脾氣則非常恐怖。武器是由雙拳伸出的手術刀。因為負責管理基地的一切，所以並沒有大戰時期的遠距離武裝。
對於賽博坦有強烈的敬愛，第二季完結時對於柯博文摧毀終極之鑰鎖時非常震怒，還一度自暴自棄。由於是劇中唯一一人懂得製作合成能量晶體的變形金剛，所以在第63話被故意被俘虜的音波帶回報應號，在麥卡登的威迫利誘下不得不協助狂派製作合成能量晶體。在最終戰雖然沒直接參戰，但他對戰局的影響可相當大，並見證了密卡登的死亡，最後獨自留在地球。
雅希/Arcee
配音：Sumalee Montano/謝潔貞/馮嘉德/伊藤静
博派中身型最瘦小，卻是沒弱點的。對隊友和藹，但對敵人嫉仇是她的特徵。博派目前唯一的女性，身型為藍色，英語版的鐵漢對她的暱稱為“cee”。
載具型態為跟電影版類似的女性用藍色摩托車，大戰時為賽博坦粉紅跑車。人類搭擋為杰克。有時也和拉菲有友誼般的接觸。死敵為黑寡婦。個性冷酷，喜歡獨來獨往。然而因為擋板和跳崖者的死，長年跟黑寡婦並和天王星有恩怨。第33集險遭黑寡婦殺害，結果被天王星解救，彼此扯平。是首位遭到MECH攻擊綁架的博派。武器是由雙拳伸出的鐳射槍，和手腕伸出的長刀。
在第三季和傑克遇見了馬格斯，並重新集結博派。她看到大黃蜂用塗色掩飾行蹤時曾說想變成和過去(影射G1)相同的粉色。在最終戰時與天王星戰鬥，並見證了密卡登的死亡，最後和杰克道別後跟博派回到賽博坦。
大黃蜂/Bumblebee
配音：Will Friedle(最終回)
造型接近電影版。跟電影版相同，因發聲系統被破壞，所以只能通過電子音來“說話”，第三季時更說出自己已忘記其本來的聲音。載具型態為配色跟電影版類似的Muscle car，大戰時期為賽博坦跑車。英語版的鐵漢和拉菲對他的暱稱為“bee”。
個性活潑、可愛，卻意外的多感情。人類搭擋為拉菲，平時亦會載著他上學。有時也會載杰克，和他也有細微的友好關係。是博派第二位受到M.E.C.H.的攻擊的變形金剛，其變形齒輪曾被奪取。武器是由雙拳伸出的鐳射槍。
第三季因在身上塗上黑色而躲過狂派追蹤。在最終戰時為了把星辰劍帶給柯博文而被密卡登的融合炮貫穿胸口而死亡，屍體連同星辰劍一同時掉入終極之鎖中並重新格式化，發聲系統亦收復起來，並以星辰劍貫穿了密卡登的胸膛，最後和拉菲道別後跟博派回到賽博坦。
在領袖之證的續作《變形金剛：領袖的挑戰》中回歸，並擔任主角。
鐵漢/Bulkhead
配音：Kevin Michael Richardson/陳永信/周學禮/長嶝高士
造型接近進化版。前雷霆戰隊(The Wreckers)成員，雅希對他的暱稱為“漢哥(Bulk)”。載具型態為ATV皮卡。個性粗獷，而且對不喜歡的人類會直接作出恐嚇。人類搭擋為美琪。死敵為死火、駭翼。
在第36集潛入了報應號(The Nemesis)並引爆其動力爐。在第41集的毒性能量晶體銷毀作戰中，被硬殼重創而無法再回復以前的狀態，目前復健中。最初對新加入的煙幕有敵對意識，但在對塞拉斯一役時終於冰釋前嫌。武器是由雙拳伸出的鐳射槍和球形鐵鎚。
在最終戰時連同阿積和馬格斯一同鎮壓報應號的兵力，最後和美琪道別後跟博派回到賽博坦。
煙幕/Smokescreen
配音：Nolan North/張方正/梁興昌/興津和幸
造型接近G1。44話出場的新角色，精英部隊(Elite Guard)的成員。目前的人類搭擋為杰克。個性膽大心細，和阿積一樣略帶幽默性格，活力十分充沛，但與阿積不同的是：他是對柯博文帶著景仰的心態。而且不懂得看場合說話。
因劫持狂派戰艦墜落到地球，在博派被攻擊時他用能量晶炸死武裝獸和昆蟲聯隊，因此和博派相遇。載具型態為白藍配色的NASCAR，杰克曾問他要不要變形成水泥攪拌車，他就提及過工程金剛的事。
在紅色能量晶體爭奪戰中利用大黃蜂奪得的相位轉移器將天極戰甲內的天王星揪出來，但仍被天王星取得紅色能量晶體。體內藏有最後一把終極之鑰，所以一度被狂派綁架。武器為雙手伸出的雷射槍。
在第三季被柯博文任命為新的至尊，可是他拒絕，並用索拉斯至尊聖槌最後的能量救活柯博文。在第三季裡跟其他人會合後，重新掃瞄另一台藍黃配色的NASCAR。
在最終戰時為了把星辰劍帶給柯博文受阻而將其交給大黃蜂，並見證了密卡登的死亡，最後跟博派回到賽博坦。
輪傑/Wheeljack
配音：James Horan/何承駿/李景唐/泰勇氣
造型完全接近G1。前雷霆戰隊(The Wreckers)成員，偶然到達地球所在的太陽系。鐵漢的好友，並在英語版稱他為“Jackie”。載具型態為lancia stratos，本身亦有台名為“The Jack-Hammer”(玩具版則名為“Star-Hammer”)的小型宇宙船。個性像冷靜並略帶幽默的牛仔，但言語粗暴（日語配音版是武士形象）。
其初次登場時，被千面客「掉包」，所幸最後解除危機。第二季跟隨鬼翼一起降落地球並發生戰鬥，同時亦跟鐵漢透露出自己並不喜歡柯博文這一類的官僚人士。最後在暫時擊退鬼翼後，在眾人的勸說後留在地球。
武器是背後的兩把武士刀、手榴彈以及雙拳的雷射槍。其招牌面罩在戰鬥時才會閉上。
在第40中戰鬥上完全可以跟音波匹敵，但在他要殺死音波時遭到其魔音攻擊下差點被殺害。在第42集為替鐵漢報復連同美琦一起向硬殼攻擊但不敵，但在千鈞一髮之際在“The Jack-Hammer”上的美琦所發出的導彈救回。
第二季最終為掩護博派撤退，搭乘“The Jack-Hammer”與狂派戰鬥，但被天王星的飛彈擊中後便不知去向。第三季證實被狂派擄去，並遇受嚴刑拷問，後來成功逃脫，最初跟屬於官僚人士的馬格斯關係很差，但後來改善。在飛輪被音波帶回報應號後能協助起拉菲製作追蹤器一事看出其技術不錯。
在最終戰時連同鐵漢和馬格斯一同鎮壓報應號的兵力，最後跟博派回到賽博坦。
馬格斯/Ultra Magnus
配音：Michael Ironside
造型接近G1和進化版的混合體。在動畫版登場前已有玩具版本，於第三季登場。和爵士一樣都是柯博文早期的副手，雷霆戰隊的隊長。在態度上嚴謹，對於博派和人類搭檔總是一板一眼。在柯博文返回戰線暫代其領袖職務，之後則成為副司令般的存在。劇中首先用上野獸獵人(Beast Hunter)來稱呼尋找掠獸金剛殘骸的隊員。武器為鐳射槍以及失去力量的索拉絲至尊聖槌。
第三季第9集在與巨猙獰的戰鬥中被踏碎右手手指，在資源不足下被飛輪移植上一個爪子；雖然飛輪表明這爪子並未完成，但他卻表示已經足夠應付了。載具型態為跟柯博文同型號的卡車。
在最終戰時連同鐵漢和阿積一同鎮壓報應號的兵力，最後跟博派回到賽博坦。

## 狂派

### 報應號(The Nemesis)所屬
密卡登/Megatron
配音：法蘭克‧威爾克(Frank Welker)/葉振聲/林谷珍/藤原啓治
狂派的領袖，造型接近電影版和進化版的混合體。載具型態為跟電影版類似的賽博坦戰機、戰車。武器則是右手的融合炮和由其伸出的軍刀，其載具型態武器為雷射砲。個性跟G1時代一樣，但因受黑暗能量晶體影響而很不穩定。
原名為跟創世十三祖其中一人一樣為震天威(墮落金剛)/Megatronus的角鬥士，密卡登這名字是從政時改的。後因野心太大而被最高議會(High Council)否定，同時跟奧利安決裂。之後為了毀滅反對者而組織狂派，使賽博坦陷入戰爭中。在過去一直在宇宙中流浪，及後找到黑暗能量晶體回歸地球。之後吸收了黑暗能量晶體，並獲得其力量。
第一季最後和博派合作阻止尤尼克隆的行動，但在其面前還是因受黑暗能量晶體影響被控制。第二季隨著尤尼克隆被封印意識，再度變回正常。及後為對付取得星辰劍的柯博文而移植了御天至尊(外型相像)的右臂，奇怪的是他的載具形態沒變。第三季時右臂因被柯博文砍斷，而改為舊有的融合炮。
在最終戰時與柯博文戰鬥並擊殺了為了把星辰劍帶給柯博文的大黃蜂，最後被重新格式化的對方以星辰劍貫穿了胸膛，最後屍首連同暗黑星辰劍一起掉落到地球。
音波/Soundwave
配音：法蘭克‧威爾克
最先加入狂派，亦是第三把交椅，負責入侵對方網路和偵查。載具型態為MQ-9 收割者偵察機。平時只會發出預先錄取的聲音，在第62話才第一次以自己原本的聲音說出「Soundwave，superior。Autobots，inferior。」。有別於其他作品聲波外型較為纖細，中性化。
個性完全不明，唯一肯定的是他對狂派的忠誠。本身沒有武器，但是能依靠身上伸出的觸手進行攻擊。第二季完結時配有雷射槍。另外，在格鬥戰上亦相當超群，能輕鬆擋下黑寡婦的攻擊。
在第40話和阿積的戰鬥中完全勢均力敵，最後要用共振砲殺死阿積時，被雷射鷹的訊號吸引而沒能殺死阿積。能夠自由隨意開啟陸地橋和太空天橋。在第62話為了活捉飛輪而故意被博派俘虜。
在最終戰時負責控制報應號的控制系統並與美琪和傑克交手，期間在開啟陸地橋想把美琪傳送之際被拉菲在背後開啟另一個陸地橋，最後被吸進夾縫世界中無法離開。
雷射鷹/Laserbeak
由聲波胸部的部件變成的四翼機械鳥。負責偵查和捕捉人類目標。武器為雷射砲。第40集攻擊飛輪和阿積的任務中遭擊昏時被拉菲安置電腦病毒。在第53集追擊雅希和傑克時，被傑克和雅希用加油站的汽油點燃爆炸，和其他狂派士兵被炸碎，在57話時證實已修復。
震盪波/Shockwave
配音：David Sobolov/未知/未知/三宅健太
43集在雅希的回憶中出場的角色。造型接近G1、賽博坦的殞落和真人電影的混合體。平時負責看守太空橋和拷問俘虜，亦是名科學家。狂派的副指揮及第一把交椅。身體堅硬得連鐳射攻擊都無法傷他分毫。
在三年前當雅希跟跳崖者準備從自己看守的太空橋前往地球時，他上前追殺卻遭雅希射擊打中眼睛，並在通道中消失。第三季帶著巨猙獰和其他掠獸金剛登場。於第43集苟延殘喘，並在53集會和狂派。
因為天王星3年前沒確認就認定他已死亡，所以在密卡登面前和他明爭暗鬥。載具型態為賽博坦的原型戰車。
在最終戰時沒有直接參與戰鬥(只是攻擊過飛輪和煙幕)，在見證了密卡登的死亡後強行帶走失控的天王星並下落不明。
武裝獸/Vehicons
配音：(多重配音)/泰勇氣
狂派旗下的士兵，外表分別為黑、深紫、黃、銀和紅色。載具型態分跑車和戰鬥機兩種。除黑、深紫色還有第二季末出現的以銀色配色為主的武裝追跡者/Vehicon Seekers外，其他顏色的成員較少，地位似乎比較高。武器是由雙拳伸出的鐳射槍。連密卡登本身也無法分辨他們的載具型。
在第三季裡有很多都被塞拉斯變成能量吸血鬼。
工兵獸/Decepticon Miners
狂派旗下的勞工挖掘兵，外表為紫色。載具型態不明。可能只是勞工級的關係，狂派認為他們不配裝上變形齒輪。柯博文告訴博派不准殺害這些狂派麾下的勞工。負責發掘能量晶體，平時沒有配備武裝。

### 追跡者(Seekers)
天王星/Starscream
配音：Steven Blum/第一季：雷霆，第二、三季：陳廷軒/梁興昌/鶴岡聰
狂派的副指揮及第一把交椅，及後被狂派放逐，只好自立門戶。性情十分兇殘、善變，非常欺善怕惡。後來遭一連串背叛而改變想法。載具型態為F-16戰隼戰鬥機，變形齒輪一度被MECH奪取而無法變形。跟G1時代一樣的滿懷野心，同時對自己實力非常有信心，因此經常做出一些無理兼缺乏智慧的行為。武器是由雙臂上的導彈以及雙手的雷射槍，但雷射槍甚少使用，擊破曾對他說:「你的裝備好像過時了...」。
第39集在柯博文和駭翼的戰鬥中奪得鐵堡遺物之一的天極戰甲強化自身，不過在紅色能量晶體爭奪戰中被煙幕以相位轉移器揪出來。之後再次重回狂派並以四把終極之鑰得到密卡登的再度信任，同時重新裝上了變形齒輪。並且因紅色能量晶體而獲得超加速能力。
因震盪波在53集的回歸，同時當年沒確定就認定震盪波死亡而遭其震怒。故此和震盪波明爭暗鬥。背上的機翼會隨情緒起伏而有變化。
在最終戰時與雅希戰鬥，在見證了密卡登的死亡後失控被震盪波強行帶走並下落不明。
擊破/Knock Out
配音：Daran Norris/潘文柏/林谷珍/増谷康紀
狂派的醫官，亦是狂派第四把交椅。本身並非任何一派，身上並無狂派標誌，而是站在強者那一方的騎強派。載具型態為Aston Martin DBS V12，而且可以攻擊。個性我行我素；自大自戀；口甜舌滑，初期曾參與非法賽車。
在任務中常利用死火幫他搶功。跟死火的關係很好，所以看到用上其遺體的塞拉斯也少有的露出憤怒的表情。武器是由雙拳伸出的鐳射槍、能量晶叉戟以及手上的手術電鑽和電鋸。因名字版權問題，所以日方英文名字改成Medic Knock Out。
在最終戰時沒有參與戰鬥，在賽博坦復活時故意想混進博派而被美琪打倒。
黑寡婦/Airachnid
配音：Gina Torres/第一季：曾秀清，第二、三季：黃玉娟/李明幸/柚木涼香
雅希的仇人。曾脫離狂派的狂派成員，重返狂派後卻迅速取代天王星指揮官的位置。曾跟塞拉斯聯手威脅達比母子。載具型態為直昇機。個性兇殘，喜歡狩獵自己身處的星球的生物。
第一季最後企圖奪權卻被聲波阻止。在第二季再次脫離狂派，成了博狂眾矢之的。在第36集和雅希在蟲窩的戰鬥中被昆蟲金剛的孵化槽凍住，無法動彈並被送回博派基地。武器是平時用來行動，背部的三對蜘蛛腳、掌心的鐳射槍、噴出蜘蛛絲、腐蝕性毒液、腐蝕性雷射。
隨著第二季最後博派基地被炸毀，她的生死一度成為謎團。不過武裝獸在第三季的博派基地遣址找到她以及孵化槽。在第60集因被變成能量吸血鬼的塞拉斯釋放出來，被他咬倒後呼召剩下的昆蟲金剛反抗，卻被音波放逐於賽博坦的月球上，同時也變成能量吸血鬼。
死火/Breakdown (已故)
配音：Adam Baldwin/朱子聰/李景唐/伊丸岡篤
狂派醫官的助手也是第五把交椅，在遭M.E.C.H.綁架時失去右眼後，帶上眼罩以記取該次失敗的教訓。和擊破相同，本身並非任何一派，身上並無狂派標誌，而是站在強者那一方的騎強派。載具型態為裝甲車。個性憨厚老實，沒有架子，可惜特點意外地多災多難。
似乎對黑寡婦有好感，卻在第二季諷刺地死於她利爪之下，遺體還被殘冷地五馬分屍，死的極為無辜。後遺體被M.E.C.H.回收，並用來復生塞拉斯。武器是由雙拳伸出的鐳射槍和鐵鎚、左肩的鐳射炮和飛彈發射器。
因名字版權問題，所以日方英文名字改成War Breakdown。
昆蟲金剛/Insecticon
配音： (多重配音)/加藤賢崇
狂派的原型機械昆蟲獸，以黑、灰、紫三色為主，身體如銅牆鐵壁般堅硬，獸型態為長戟大兜蟲。第一隻在第二季第二集賽博坦星出場，襲擊了正要補充矩陣能量之鑰能源的雅希和傑克，並擊昏了雅希。最後要將傑克殺死時，被傑克引誘狂噬蟲將其粉身碎骨。
次隻在黑寡婦命令下攻擊天王星和密卡登，密卡登在和牠戰鬥中憤怒之下將其分屍斬首。面前還有大量孵化中的卵在黑寡婦手上，在第36集被命令攻擊報應號要殺死密卡登，隨著黑寡婦被孵化槽困僵住，所有昆蟲金剛皆臣服於密卡登。後來黑寡婦醒來後全體臣服她，一回被放逐於賽博坦的月球上，最後成為已變成能量吸血鬼的主人的"大餐"。

### 霹靂派(Predacons)
第三季震波從賽博坦帶來要獵殺博派的狂派獵手，皆為他從滅絕的化石複製出的賽博坦野獸。
劇情顯示在兩派戰爭時代有部份複製品被派往地球，並因缺乏支援而死亡，其殘骸則化成化石埋藏在地球各處。第9集全數的霹靂派皆已復製完成，但密卡登因霹靂星的關係而反悔，藉由博派之手摧毀其復製品。
霹靂星/Predaking
配音：Peter Mensah
狂派的巨大龍型機械獸，外表為黑、橘色。掠獸金剛首領，受命於密卡登前去獵殺輪傑和其他博派，後遭擊退。身體十分堅硬，就連山谷般的爆炸也炸不死牠，但在第三季第四話中被博派用陸地橋帶往北極並被冰封而脫離戰線。解封後回到了報應號，並把看守牠的天王星當作成玩具般玩弄。
本身智商跟野獸毫無分別，但在不斷狩獵和天王星無理的攻擊下腦袋產生了「自己是誰」的疑問，並在6話中打開了報應號的資料庫來尋找答案，並最終在不斷學習的情況下在9話中在狂派面前變成了人型態和獲得了智能。
對此密卡登稱這為「由科學產生的奇蹟」之外，也不得不開始提防牠起來。武器為噴射火焰砲和由雙拳伸出的雷射槍。
最後在第13話在飛輪暗中慫勇而和密卡登反目，兩人戰鬥的最後被拋出報應號外圍，在賽博坦復活時變形離開。
黑鋼/Darksteel
配音：Steven Blum
在劇場版中出現的兩頭掠獸金剛之一，能變形成機械獅鷹獸。創作藍本為鋼翼/Grimwing。
天貓/Skylynx
配音：Nolan North
在劇場版中出現的兩頭掠獸金剛之一，能變形成機械龍。創作藍本為天掠者/Skystalker。

### 人類
傑克森“傑克”．達比/Jackson "Jack" Darby
配音：Josh Keaton/梁伟德/李景唐/福山潤
本作男主角之一，為16歲的學生。搭檔為雅希、大黃蜂和煙幕，是第一位看到變形金剛的角色。因偶然接觸處於載具型態的雅希而捲入博派及狂派之間的戰爭。可說三個主角中的領袖，是三個主角中最有理性的。跟昔日的奧利安很像，偶然會猶豫不決，也常常跟美琪起衝突。
在第25集中，柯博文給他矩陣神力之鑰。在第28和第29中，與雅希一起到賽博坦出任務，同時恢復柯博文的記憶。第二季完結時被狂派當成籌碼，因此柯博文逼不得已摧毀終極神鎖。因他媽媽與福勒探員的關係愈來愈親密而擔心不己。
在最終戰和美琪突入了報應號的控制中心與音波交手，最後和即將離開地球的雅希道別。
拉斐爾“拉菲”．埃斯基維爾/Rafael "Raf" Esquivel
配音：Andy Pessoa/伍秀霞/雷碧文/くまいもとこ
本作男主角之一，12歲，與傑克同班的跳級生。搭檔為大黃蜂和雅希，同時也是唯一能聽懂大黃蜂的話的人。是第二位看到變形金剛的角色。因偶然碰上被追擊傑克和雅希而捲入博派及狂派之間的戰爭。個性非常精明，且擅長使用電腦，因此亦負責負責打理奧米加一號(Omega One)的一切。
在第一季結尾被黑暗能量晶體入侵而險些死亡，幸得珍和飛輪的幫助而保住性命。第二季完結時被狂派當成籌碼，因此柯博文逼不得已摧毀終極神鎖。第三季顯示已經掌握賽柏坦星的大部份技術，而且語氣也開始變得跟飛輪一樣。
在最終戰雖然沒直接參戰，但他對戰局的影響可相當大，最後和即將離開地球的大黃蜂道別。
仲代美子/Miko Nakadai
配音：Tania Gunadi/何璐怡、鄭麗麗（代配）/雷碧文/古木望
本作女主角，來自東京的15歲交換學生，興趣是搖滾樂。是第三位看到變形金剛的角色。因偶然碰上在對話傑克和雅希而捲入博派及狂派之間的戰爭。搭檔為鐵漢，因進入奧米加一號才認識。個性活潑，勇敢，但太過感性給博派添了很多麻煩，有時會和傑克發生衝突，但是在鐵漢重傷後變得成熟起來。
在第42集為替鐵漢報復連同輪傑一起向硬殼攻擊，並在他準備殺死輪傑之際以“The Jack-Hammer”上的導彈擊斃他。第二季完結時被狂派當成籌碼，因此柯博文逼不得已摧毀終極神鎖。
唯一一位直接擊退狂派的少年人，因為她在第58集中偷去天極戰甲，從而把星星叫痛毆一頓。
在最終戰穿上天極戰甲並和傑克突入了報應號的控制中心與音波交手，最後和即將離開地球的鐵漢道別。
威廉．福勒探員/Special Agent William "Bill" Fowler
配音：Ernie Hudson/蔡德鈞/葉三陽/乃村健次
美國政府特務兼博派對外聯絡人，亦是替博派找到Omega One建立點的人。負責隱瞞所有有關博派及狂派之間的戰爭的事情。起初因意見不和敵視博派，後期關係亦漸漸緩和。現已離婚，對珍是有些曖昧，在第三季開始追求珍。
珍．達比/June Darby
配音：Markie Post/黃玉娟/雷碧文/生天目仁美
傑克的單親母親，職業為急診室護士。第四位看到變形金剛的角色。因被黑寡婦盯上而捲入博派及狂派之間的戰爭。可能是職業關係，所以跟飛輪比較多相關話題。
在港版定單身的原因是喪偶。，最初是對柯博文有好感，然而在第三季開始對福勒有些曖昧，令傑克擔心不己。

## 播放時間
- 12/20起 每周五晚間9:30 YOYO TV全台首播

## 電視節目的變遷
| 東森幼幼台 星期日22:00-23:30節目 | 東森幼幼台 星期日22:00-23:30節目                                          | 東森幼幼台 星期日22:00-23:30節目 |
| -------------------------------- | ------------------------------------------------------------------------- | -------------------------------- |
|                                  | 變形金剛:狩魔之戰 （領袖之證第三季1-4集） （2013年9月1日－2013年9月22日） |                                  |
| －                               | －                                                                        |                                  |
| 東森幼幼台 星期日17:30-18:00     |                                                                           |                                  |
| —                                | 變形金剛:狩魔之戰 （2013年9月26日－2014年7月27日）                        |                                  |